# Glee: The Music, The Rocky Horror Glee Show
Glee: The Music, The Rocky Horror Glee Show er den tredje Extended Play (EP) af castet bag den musikalske tv-serie Glee. Den udgivet den 19. oktober 2010, og indeholder syv sange og ledsager episoden "The Rocky Horror Glee Show", som oprindeligt blev vist den 26. oktober 2010 på FOX. I Halloween episoden ser man koret genskabe komedie-gyser-musicalen The Rocky Horror Show fra 1973 , skrevet og komponeret af Richard O'Brien. Dante Di Loreto og Brad Falchuk tjene som executive producers.

## Baggrund og udvikling
Glee episode "The Rocky Horror Glee Show" blev oprindelig sendt den 26 oktober 2010 som en del af FOX's serie af episoder med Halloween-temaer, og byder på en iscenesættelse af The Rocky Horror Show af skolens kor.  Planer for episoden blev afsløret på San Diego Comic-Con International i 2010 af Glee-skaberen Ryan Murphy efter castmedlem Chris Colfer udtrykte ønske om at synge "Time Warp" i showet.  Jayma Mays , der spiller rollen som vejlederen Emma Pillsbury, gik til audition med sangen "Touch-a, Touch-a, Touch-a, Touch Me" og udfører sangen, med nogle ændringer i sangteksten.  "Jeg er så nødt til at få hende til at gøre det i showet" sagde Murphy om hendes audition sang.  "Whatever Happened to Saturday Night" er sunget af John Stamos , og "Damn It, Janet" af Cory Monteith og Lea Michele. 
EP'ens tracklist blev annonceret i en officiel pressemeddelelse den 28. september 2010. Det blev udgivet digitalt og fysisk den 19. oktober 2010 i Nordamerika. 

## Modtagelse
Andrew Leahey fra Allmusic gav en rating på tre og et halvt stjerner ud af fem, og kalder EP'en "en af de bedre optagelser i Glee's katalog" og "en nydelig, poleret, godt sunget hyldest album." Han roste opførelser af Naya Rivera, Jayma Mays , og John Stamos, vokalister som sjældent er hørt i serien, men følte castningen af Amber Riley som Dr. Frank-N-Furter var malplaceret. 
Glee: The Music, The Rocky Horror Glee Show debuterede som nummer seks på Billboard 200 i ugen med d. 27. oktober 2010, med 48.000 solgte eksemplarer, den laveste debut og salg for den castet i USA.  Med denne debut var Glee den første tv-serie til at have seks eller flere lydspor på hitlistens top ti, og markerede den højeste position nogensinde nået for en Rocky Horror album.  Pr. april 2011 er EP Glee's lavest-sælgende album i USA, med 160.000 solgte eksemplarer. 

## Spor
Alle sange er skrevet og komponeret af Richard O'Brien .
| Nr. | Titel                                              | Længde |
| --- | -------------------------------------------------- | ------ |
| 1.  | "Science Fiction Double Feature"                   | 4:28   |
| 2.  | "Damn It, Janet"                                   | 2:41   |
| 3.  | "Whatever Happened to Saturday Night?"             | 3:04   |
| 4.  | "Sweet Transvestite"                               | 2:59   |
| 5.  | "Touch a Touch a Touch a Touch Me"                 | 2:29   |
| 6.  | "There's a Light (Over at the Frankenstein Place)" | 2:33   |
| 7.  | "Time Warp"                                        | 3:13   |

## Medvirkende og personale
Ansvarlige for projektet er som følger.
| - Adam Anders – lydtekniker; producer; soundtrack producer; vokal - Alex Anders – lydtekniker - Nikki Anders – vokal - Peer Åström – arranger; lydtekniker; Audio mixer; producer - Dave Bett – art direction - Per Björling – arrangør - PJ Bloom – musik supervisor - Geoff Bywater – udøvende ansvaret for musik - Deyder Cintron – assisterende lydtekniker - Kamari Copeland – vokal - Tim Davis – vokal - Dante Di Loreto – soundtrack executive producer - Brad Falchuk – soundtrack executive producer - Heather Guibert – koordination - Missi Hale – vokal | - Tobias Kampe-Flygare - vocals - Storm Lee – vokal - David Loucks – vokal - Meaghan Lyons – koordination - Dominick Maita – mastering - Maria Paula Marulanda – art direction - Ryan Murphy – producer; soundtrack producer - Richard O'Brien – komponist - Martin Persson – arrangør; programering - Stefan Persson – strygerarrangementer - Patrick Randak – fotografi - Federico Ruiz – design - Jenny Sinclair – koordination - Windy Wagner – vokal |

## Udgivelse historie
| Land       | Udgivelsesdato  | Formater ((CD, Digital Downlaod) | Ref.          |
| ---------- | --------------- | -------------------------------- | ------------- |
| Canada     | 19 oktober 2010 | CD, DD                           | [ 15 ] [ 16 ] |
| Tyskland   | 19 oktober 2010 | CD                               | [ 17 ]        |
| Irland     | 19 oktober 2010 | DD                               | [ 18 ]        |
| USA        | 19 oktober 2010 | CD, DD                           | [ 8 ] [ 19 ]  |
| Japan      | 26 oktober 2010 | CD                               | [ 20 ]        |
| Australien | 29 oktober 2010 | CD, DD                           | [ 21 ] [ 22 ] |
| Taiwan     | 15 marts 2011   | CD                               | [ 23 ]        |